# レキシントン (競走馬)
レキシントン（Lexington、1850年 - 1875年）は、アメリカ合衆国の競走馬・種牡馬。種牡馬としても成功し通算16回のアメリカ種牡馬チャンピオンとなった。別名ダーレイ。体高は15.3ハンド（約155センチメートル）。愛称は永遠のヒーロー、アメリカのセントサイモン、盲目の英雄。

## 経歴

### 競走馬時代
1850年3月17日、アメリカ合衆国ケンタッキー州レキシントンで生まれた。幼少期のレキシントンは生産者のエリシャ・ウォーフィールドによって「ダーレー」と名付けられた。これはダーレーアラビアンと体格が似ていたためとされる。ウォーフィールド博士は既に馬産家としてケンタッキーで名声を得ていたが、そろそろ足を洗おうと考えていた。そこで博士は、ダーレイをある調教師にリースすることにした。その調教師は解放奴隷の黒人で、当時の競馬会は解放奴隷の参入を認めていなかったので、名目上の所有者はウォーフィールド博士のままだが、出走などに関わる費用はこの調教師が負担していた。

#### 3歳時（1853年）
ダーレイは5月23日にキーンランド競馬場で行われたアソシエーションステークス（1マイルのヒート戦）でデビューした。このレースに勝利（1回目と2回目のヒートを連勝）したダーレイはその4日後に行われた2マイルのシチズンステークス（ヒートレース）も勝利（1回目のヒート2着、2回目と3回目のヒートを連勝）した。
2戦目のヒートレースを観戦していたリチャード・テン・ブルークはダーレイを気に入り、シンジケートを組んでウォーフィールドに2500ドルでの購入を申し込んだ。この時ウォーフィールドは高齢で競馬に対する情熱を失いかけており、共同所有者（解放奴隷。当時解放奴隷の名義で競走馬を所有することはできなかった）が金に困っていたこともあって売買契約が成立した。ダーレイを購入したブルークは競走馬名をレキシントンと改名し、テネシー州の厩舎へ移送した。年末にサリーウォーターズ（Sallie Waters）とのマッチレースに勝利したレキシントンは3戦3勝でこの年を終えた。

#### 4歳時（1854年）
4月1日、レキシントンはルイジアナ州ニューオーリンズ（当時アメリカ競馬の中心地であった）における最大のレースとされるグレートステートポストステークス（4マイルのヒート競走）に勝った（1回目と2回目のヒートを連勝）。この後、シンジケート内部でレキシントンの今後の出走計画について意見の相違があり、テン・ブルークは5000ドルでシンジケートから所有権を買い取ることになった。1週間後にジョッキークラブパース（4マイルのヒート競走）に出走したが、グレートステートポストステークスで破ったルコント (Le Comte、またはLecomte) の前に1回目と2回目のヒートでともに2着に敗れた。その後ブルークはルコントの馬主ウェルズに再戦を申し込んだが断られ、さらに新聞でマッチレースの相手を募集したが相手が見つからなかった。レキシントンは対戦相手を求めてニューヨークへ移動したが、対戦予定の相手馬主が急死してレースが実現しなかったりしているうちに、調教中に手綱が壊れて逸走し、怪我をしてしまった。結局、2戦1勝でこの年のシーズンを終えた。

#### 5歳時（1855年）
4月2日、レキシントンはニューオーリンズのメテリー競馬場において、100ポンド（＝約46.7kg）の斤量を背負って4マイルを走り、ジョッキークラブパースの1回目のヒートでルコントが記録した7分26秒0の世界レコード更新に挑むという内容のレースに出走した。このレースでレキシントンは落鉄しながら7分19秒3/4の走破タイムを記録し、ルコントのレコードを6秒1/4更新することに成功した。このあと、レキシントンとルコントの3度目の対決が実現した。レキシントンは1回目のヒートを圧勝し、2回目のヒートは前日に疝痛を起こし体調面に不安を抱えていたルコントが棄権したため単走で勝利した。

### 種牡馬時代
ルコント陣営はレキシントンに対し4度目の対戦を要求したが、このころレキシントンは左右の視力を失いつつあり（レキシントンは1856年夏ごろには全盲に近い状態に陥ったとされる）、競走馬を引退して種牡馬となった。種付け料は100ドルに設定された（この額は生涯かえられることがなかったといわれている）。1856年、ブルークは南北戦争直前の殺伐とした世情を嫌ってイギリスへ渡り、レキシントンを1万5000ドルでロバート・A・アリグザンダーに売却した。この売却額は相当高額とされ、人々はバカな買い物をしたとアリグザンダーを嘲笑したが、アリグザンダーはレキシントンの産駒をそれ以上で売ってみせると発言した。実際にアリグザンダーは産駒の一頭ノーフォークを1万5001ドルで売却し、この話を実現してみせた。
種牡馬としてのレキシントンは計16回（1861年-1874年、1876年、1878年）、リーディングサイアーを獲得した。産駒は514頭で、そのうち413頭が競走馬となり、236頭が勝ち鞍を挙げたとされる。ブルードメアサイアーとしてもアメリカ三冠の優勝馬を11頭輩出する活躍を見せた。
レキシントン自身は盲目ながら大切にされ、1875年7月1日に老衰のためアリグザンダーが経営するウッドバーン牧場で死亡した。遺体ははじめウッドバーン牧場に埋葬されたが、まもなく骨格を組み立てるために掘り起こされた。現在、レキシントンの骨格はスミソニアン博物館の哺乳類の進化のコーナーに展示されている。現役最後の競走からちょうど100年たった1955年、アメリカ競馬名誉の殿堂博物館の最初の選考で父ボストン、曽祖父サーアーチーらとともに選出されている。

### レキシントンの子孫
レキシントンは種牡馬として成功する産駒も少なからず送り出したが、そのサイアーラインは低迷し20世紀初頭にはほぼ消滅した。血統研究家の調査によれば、レキシントン系の競走馬が最後に公式なレースで勝ったのは1969年で、最後に出走したのは1990年である。レキシントン系最後の牡馬だと考えられているのは1987年に生まれたConquering Elkで、性別を問わず最後に生まれた馬だと考えられているのは1989年生まれのSecured Noteという牝馬である。
父系直系子孫は絶えたものの、母系を経由してレキシントンの血を引く競走馬は珍しくない。例えば繁殖牝馬のムムタズマハルは、マームードやロイヤルチャージャーやナスルーラなど著名な種牡馬の祖先に当たるが、ムムタズマハルの祖母の父がアメリカス、そのさらに父がエンペラーオブノーフォークで、そのさらに祖父がレキシントンである。種牡馬のネアルコは、ノーザンダンサーや前述のナスルーラなど著名な種牡馬の先祖であるが、ネアルコの曾祖母がシボラで、そのさらに曾祖母の父がレキシントンである。
19世紀末にレキシントンの血を引く競走馬がヨーロッパに渡り、そのうちフォックスホール、パロールなど何頭かが大レースを制した。だが、レキシントンの血統中にはジェネラルスタッドブックに遡れない馬の血が含まれていたため、イギリスでは20世紀初頭に設定されたジャージー規則によって排除された（つまりレキシントンやその子孫はサラブレッドと認められなかった）。この規則はのちにレキシントンを母方にもつトウルビヨンなどの活躍で撤廃され、レキシントンもサラブレッドとして認められることとなった。

## 主な産駒

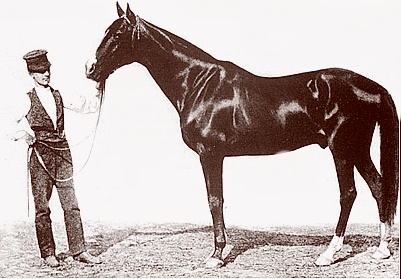
ノーフォーク

- ノーフォーク (Norfolk) - ジャージーダービーほか、後継種牡馬
- プリークネス (Preakness) - サラトガカップほか、プリークネスステークスとして名を残す
- ウォーダンス (War Dance) - 種牡馬。レキシントンのライバル・ルコントの半弟
- デュークオヴマジェンタ (Duke of Magenta) - プリークネスステークス、ウィザーズステークス、ベルモントステークス、トラヴァースステークス
- アステロイド (Asteroid) - 12戦無敗

ほか当時の大レース勝ち馬多数、当時のアメリカ三冠競走勝ち馬だけで10数頭。

## エピソード
種牡馬として「アメリカのセントサイモン」と称される活躍を見せたレキシントンであるが、デビュー前に生産者のエリシャ・ウォーフィールドによって去勢されかかったことがある（ウォーフィールドは所有馬を去勢して競馬から撤退するべきだという妻の忠告を実行しようとした）。ロープで縛られ横倒しにされたレキシントンは去勢される寸前でロープから脱出することに成功し、その際に去勢を施そうとした人物を負傷させたため去勢は中止となり、難を逃れた。

## 血統
レキシントンのサイアーラインをさかのぼると、ヘロドの孫で第1回のダービーステークスを制したダイオメドがいる。ダイオメドはイギリスでの種牡馬成績がさえずアメリカへ輸出されたが、アメリカでは大きな成功を収めた。父のボストンはアメリカでリーディングサイアーを3度獲得した種牡馬である。なお、ボストンもレキシントンと同様種牡馬生活の最中に視力を失っている。

### 血統表
| レキシントンの血統（ヘロド系 / Sir Archy3×4=18.75% Diomed4.4×5=15.62%） | レキシントンの血統（ヘロド系 / Sir Archy3×4=18.75% Diomed4.4×5=15.62%） | レキシントンの血統（ヘロド系 / Sir Archy3×4=18.75% Diomed4.4×5=15.62%） | （血統表の出典）     | （血統表の出典） |
| 父 Boston 1833 栗毛                                                     | 父の父Timoleon 1814 栗毛                                                | Sir Archy 1805 鹿                                                       | Diomed               | Diomed           |
| 父 Boston 1833 栗毛                                                     | 父の父Timoleon 1814 栗毛                                                | Sir Archy 1805 鹿                                                       | Castianira           |                  |
| 父 Boston 1833 栗毛                                                     | 父の父Timoleon 1814 栗毛                                                | Saltram Mare 栗                                                         | Saltram              | Saltram          |
| 父 Boston 1833 栗毛                                                     | 父の父Timoleon 1814 栗毛                                                | Saltram Mare 栗                                                         | Symme's Wildair Mare |                  |
| 父 Boston 1833 栗毛                                                     | 父の母Sister to Tuckahoe 1814 栗毛                                      | Ball's Florizel                                                         | Diomed               | Diomed           |
| 父 Boston 1833 栗毛                                                     | 父の母Sister to Tuckahoe 1814 栗毛                                      | Ball's Florizel                                                         | Shark Mare           |                  |
| 父 Boston 1833 栗毛                                                     | 父の母Sister to Tuckahoe 1814 栗毛                                      | Alderman Mare                                                           | Alderman             | Alderman         |
| 父 Boston 1833 栗毛                                                     | 父の母Sister to Tuckahoe 1814 栗毛                                      | Alderman Mare                                                           | Clockfast Mare       |                  |
| 母 Alice Carneal 1836 鹿毛                                              | 母の父Sarpedon 1828 黒鹿毛                                              | Emilius                                                                 | Orville              | Orville          |
| 母 Alice Carneal 1836 鹿毛                                              | 母の父Sarpedon 1828 黒鹿毛                                              | Emilius                                                                 | Emily                |                  |
| 母 Alice Carneal 1836 鹿毛                                              | 母の父Sarpedon 1828 黒鹿毛                                              | Icaria                                                                  | The Flyer            | The Flyer        |
| 母 Alice Carneal 1836 鹿毛                                              | 母の父Sarpedon 1828 黒鹿毛                                              | Icaria                                                                  | Parma                |                  |
| 母 Alice Carneal 1836 鹿毛                                              | 母の母Rowena 1826 栗毛                                                  | Sumpter                                                                 | Sir Archy            | Sir Archy        |
| 母 Alice Carneal 1836 鹿毛                                              | 母の母Rowena 1826 栗毛                                                  | Sumpter                                                                 | Robin Redbreast Mare |                  |
| 母 Alice Carneal 1836 鹿毛                                              | 母の母Rowena 1826 栗毛                                                  | Lady Grey                                                               | Robin Grey           | Robin Grey       |
| 母 Alice Carneal 1836 鹿毛                                              | 母の母Rowena 1826 栗毛                                                  | Lady Grey                                                               | Maria F-No.12-b      |                  |